# مارش رادتسکی

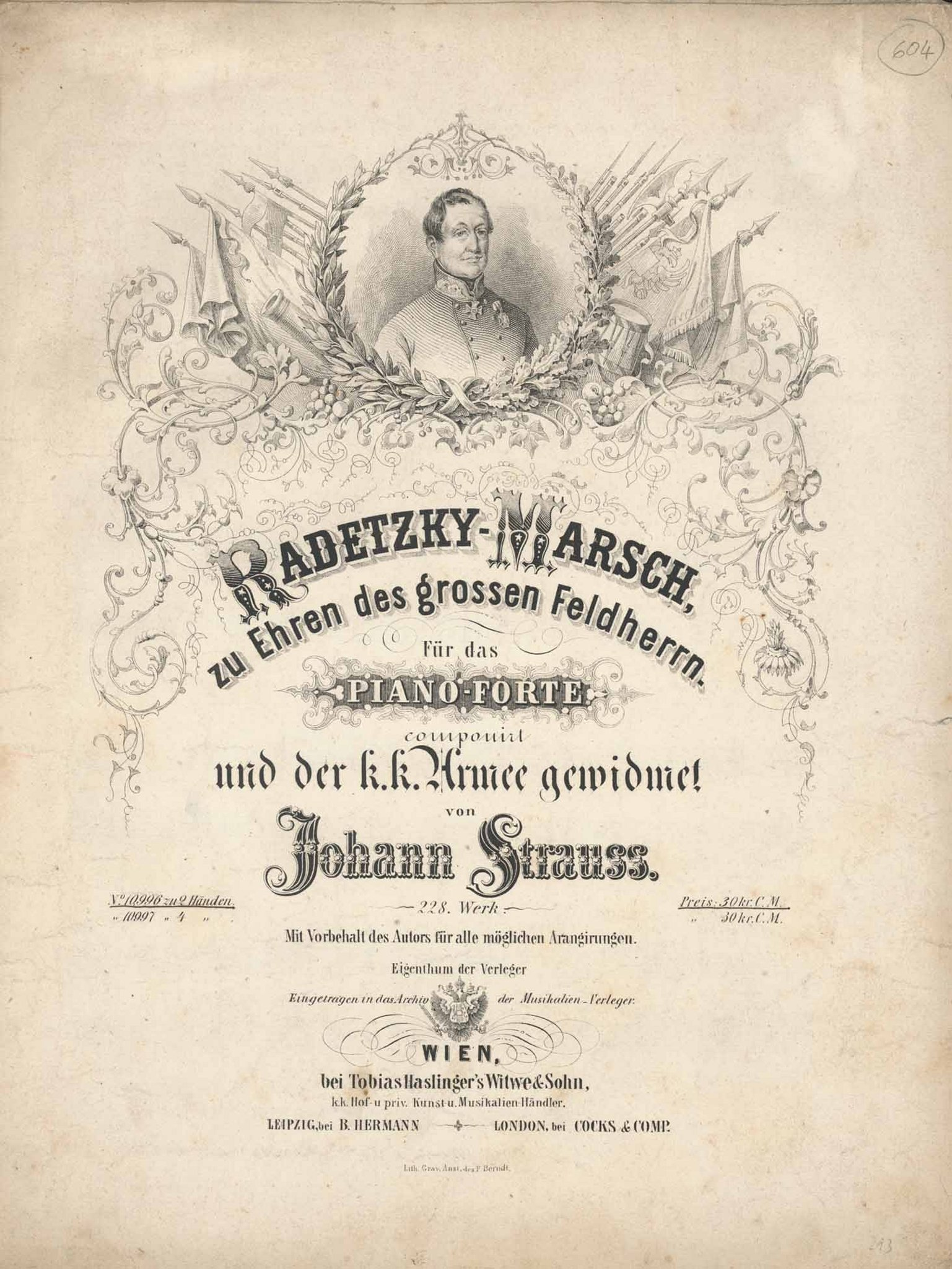
صفحهٔ عنوانِ مارش رادِتسکی، ۱۸۴۸

مارشِ رادِتسکی (به آلمانی: Radetzky-Marsch) اُپوس ۲۲۸، یک مارش اثرِ یوهان اشتراوس (پدر) است که به افتخار پیروزی فیلد مارشال یوزف رادتسکی در نبرد ۱۸۴۸ کاستوزا ساخته شده و نخستین بار در ۳۱ اوت ۱۸۴۸ در وین اجرا شده‌است.